# Aacharya Atre
Aacharya (Prahlad Keshav) Atre (Sasvad, 13 agosto 1898 – Mumbai, 13 giugno 1969) è stato un drammaturgo e scrittore indiano in lingua marathi.
Nato a Sasvad, nei pressi di Pune (Maharashtra), Atre iniziò la sua carriera come insegnante: in questo campo sono noti i suoi romanzi sperimentali.
La sua vasta opera letteraria e giornalistica è considerata un importante contributo alla letteratura marathi. Atre riscosse un importante successo di pubblico e di critica non solo come poeta (con la sua raccolta poetica, Zhenduchi Phule), ma anche come drammaturgo, persino durante il declino del teatro Marathi (ricordiamo tra l'altro le commedie Sashtang Namaskar, Moruchi Maushi (1947), To mee Navhech e Gharabaher).
La maggior parte dei suoi testi sono a carattere autobiografico: ricordiamo Mee Kasa Jhalo e Karheche Paani, un'autobiografia in 5 volumi.
Atre è stato anche un acclamato giornalista: nei suoi elzeviri è intervenuto su diversi aspetti della società dei suoi tempi. E infine, il successo non gli è mancato nemmeno dietro la macchina da presa: uno dei suoi film, Shyamchi Aai (1953), ha ricevuto il premio nazionale come miglior film indiano dell'anno.